# Encephalartos marunguensis
Encephalartos marunguensis es una especie de Cycadopsida del género Encephalartos, de la familia Zamiaceae, del orden Cycadales.

## Distribución
Encephalartos marunguensis se distribuye por República Democrática del Congo (Katanga).

## Taxonomía
Fue descrita científicamente por Devred. Fue publicado por primera vez en Devred. In: Bull. Soc. Roy. Bot. Belgique 91: 104-110. (1958).